# Kościół św. Kazimierza w Gułtowach
Kościół św. Kazimierza w Gułtowach – zabytkowy drewniany kościół, znajdujący się we wsi Gułtowy, przy ulicy Pałacowej.

## Historia
Pierwszy kościół w tym miejscu był pod wezwaniem św. Wita i Doroty. W 1725 stan techniczny budowli był w złym stanie i w 1738 Marcin Skaławski rozpoczął budowę nowego drewnianego kościoła, którego patronem został św. Kazimierz. Budynek postawiono metodą szachulcową, czyli drewniany szkielet murów wypełniony mieszanką gliny z trocinami. W 1784 Bnińscy odbudowali murowaną kaplicę grobową. 
W 1834 została zbudowana nowa wieża przez Ostrowskich. W 1912 wybudowano murowaną plebanię.
Przy kościele znajduje się kamień upamiętniający Edmunda Maćkowiaka, urodzonego w Gułtowach chórmistrza, kompozytora, w latach 1961–1967 rektora Państwowej Wyższej Szkoły Muzycznej w Poznaniu (obecnej Akademii Muzycznej im. Ignacego Jana Paderewskiego).

## Galeria

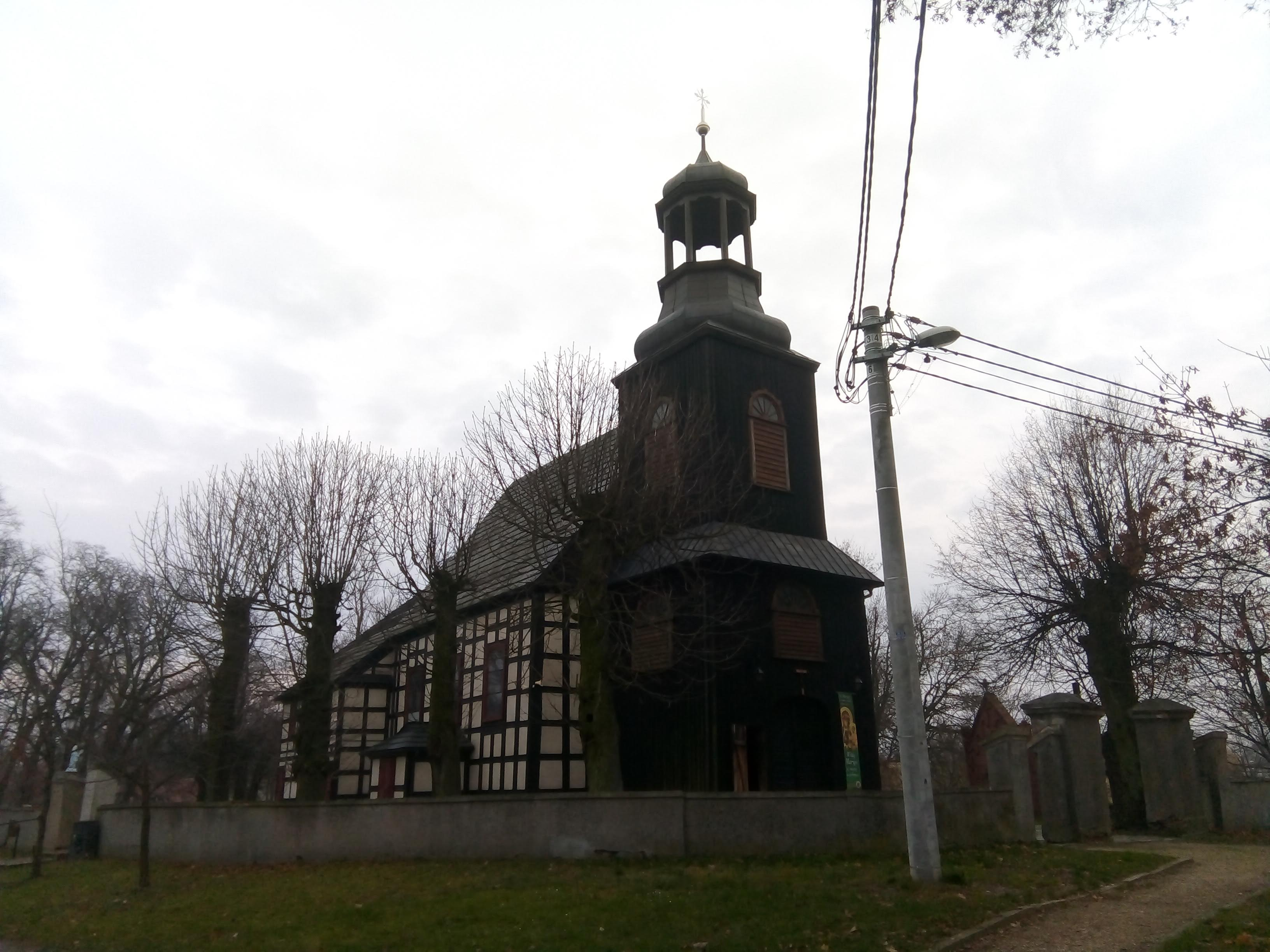
Bryła kościoła z dominującą wieżą–dzwonnicą
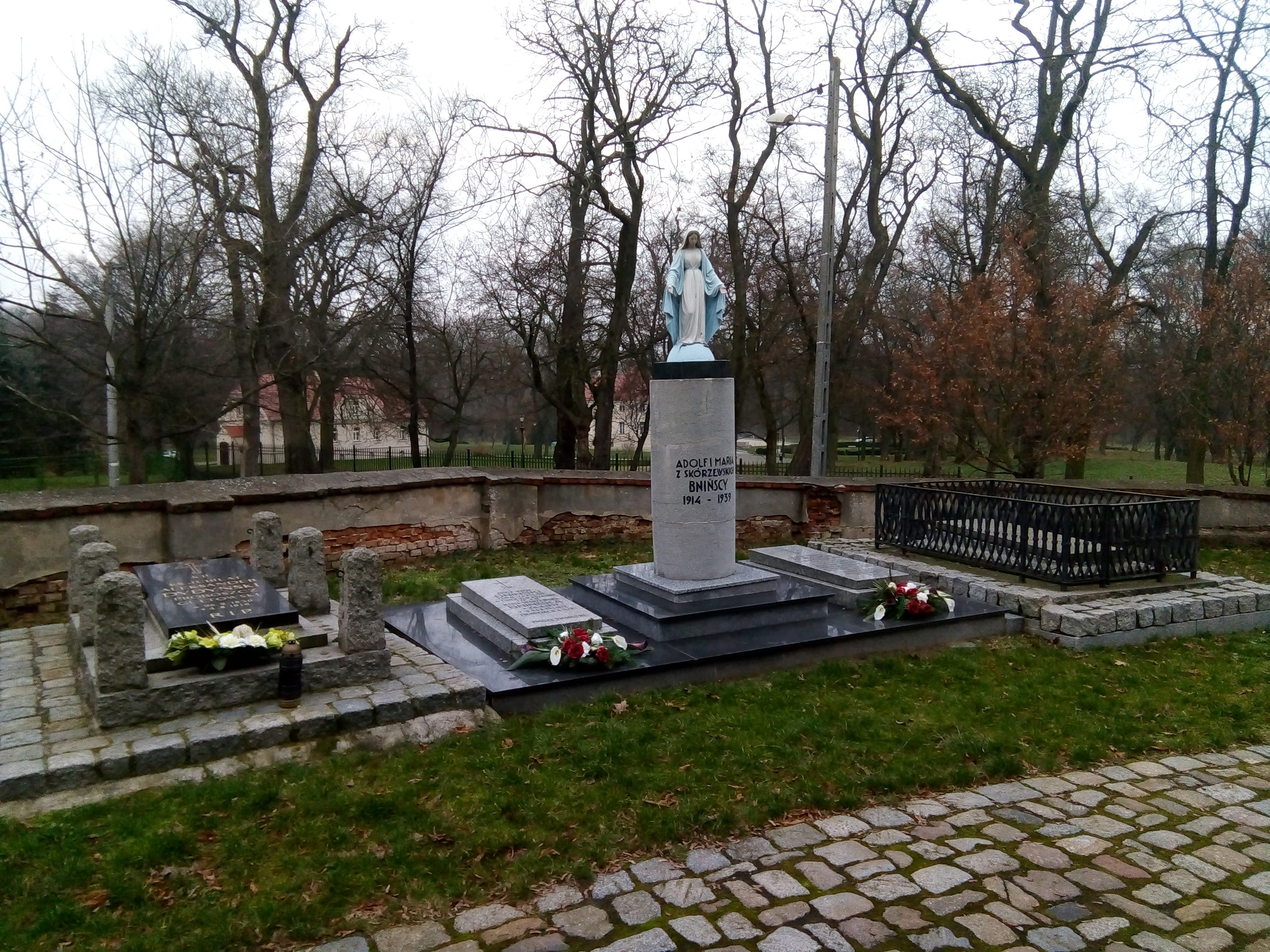
Groby znajdujące się przy kościele
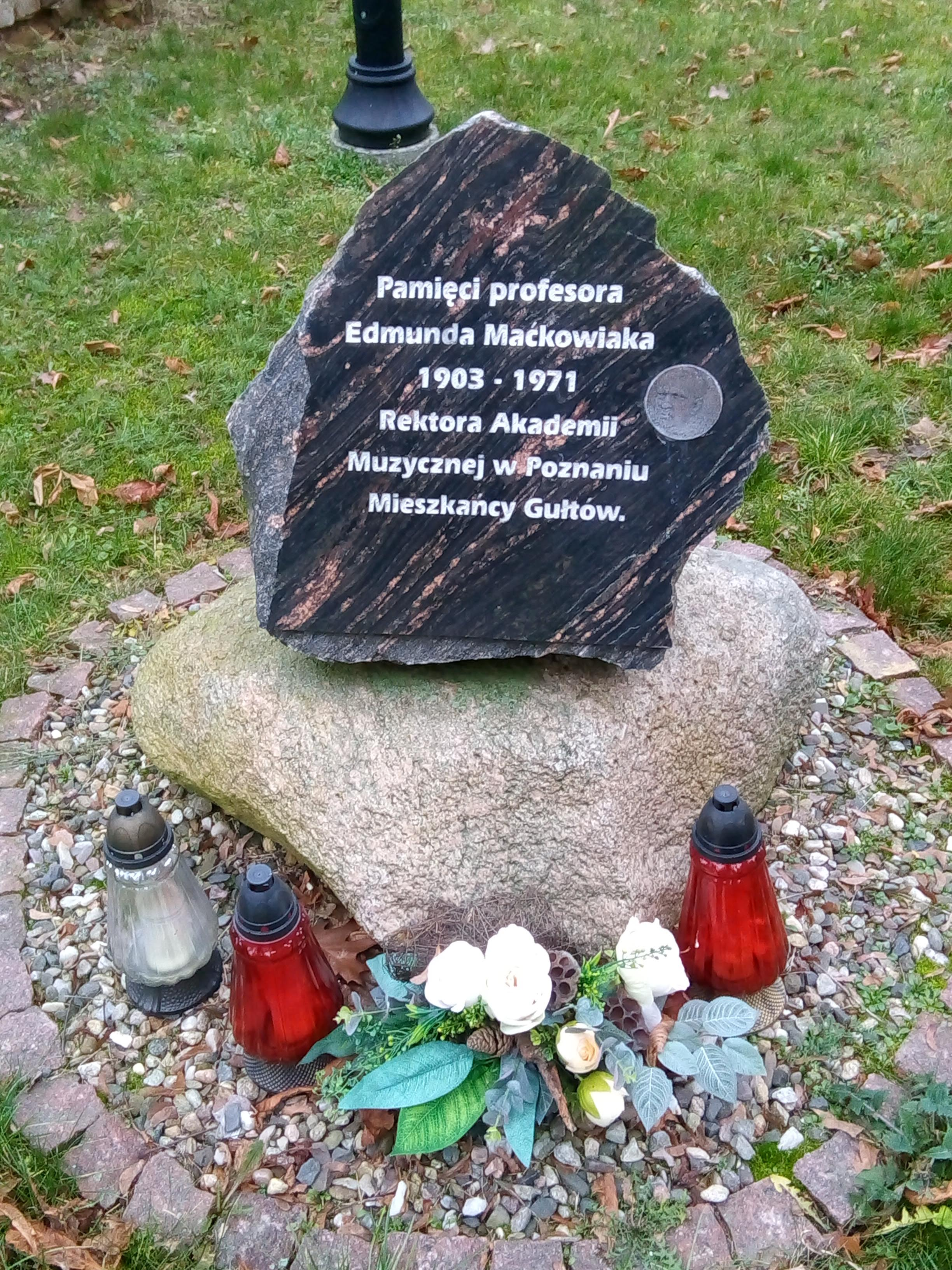
Kamień upamiętniający Edmunda Maćkowiaka